# 최영 (종합격투기 선수)
최영 (1978년 4월 12일 ~ )은 대한민국의 종합격투기 선수로 대한민국의 종합격투기 단체 로드 FC의 현 잠점 미들급 챔피언이다.

## 내력
일본의 오사카에서 출생했다. 중학교 시절 농구 선수로 활약, 전도 유망한 센터로 활약했으나 고교 시절 한국인이라는 이유로 팀 선배들에게 집단 따돌림를 당했다. 이를 계기로 그는 자신의 뿌리에 대해 생각하기 시작했고, 한국인이면서 한국어를 전혀 하지 못하는 자신의 처지가 한심하다고 느꼈다. 그래서 동시통역사가 되겠다는 꿈을 안고 1998년 서울로 유학와 한국외국어대 일어과에 입학했다.
하지만 유학 생활은 순탄치 못했다. 잦은 광우병 파동으로 일본에서 불고기집을 하던 집안 형편이 어려워졌기 때문이다. 영국으로 유학갔던 동생 최영이도 도중에 집으로 돌아왔고, 그 또한 한국과 일본을 오가며 일본어 강사와 공사장 막노동으로 학비를 벌어야 했다. 그러던 중 그는 일단 종합격투기를 직업으로 삼겠다는 생각을 하게 됐다. 어릴 때부터 동생이나 친구들과 '안방 스파링'을 자주 벌였던 그는 유학을 포기한 뒤 프로 레슬러로 입문한 동생 최영이의 영향으로 격투기에 상당히 흥미를 갖고 있었다. 이후 일본에서 아마추어 대회에 출전하다가 프로 종합격투기 단체 TFC, 딥에서 활동하는 기회를 얻었고 2003년 고국으로 돌아와 스피릿 MC에서 활동했다. 스피릿 MC에서의 첫 시합은 훗날 UFC에 진출하게 되는 김동현이었다. 5분 2라운드임에도 아마룰이었던 시합에서 그는 김동현에게 심판전원일치의 완벽한 판정승을 거두며 미들급 토너먼트 4강에 진출했다. 4강에서도 승리한 그는 대한민국 종합격투기의 르네상스를 알린 최초의 리얼리티 격투 프로그램 '고! 슈퍼코리안'에 출연, 독특한 캐릭터와 뛰어난 실력으로 격투기를 알리는 데 일조했다.
국내에서 그는 챔피언 벨트와 인연이 없었다. 스피릿 MC 7에서도 임재석과 공석 미들급 타이틀 결정전을 치렀지만 실신 KO패를 당하며 분루를 삼켜야 했다. 10여 년이 흐른 후, 여전히 파이터로 왕성히 활동하며 일본의 딥 챔피언에 오른 그는 다시 한번 고국으로 돌아와 로드 FC와 계약을 맺고 윤동식과의 시합에서 승리, 현 로드 FC 미들급 챔피언 차정환에게 타이틀 도전하는 기회를 얻었지만, 연장 라운드에서 체력적 열세를 극복하지 못하고 KO패, 또 다시 벨트 획득에 실패했다.
이렇게 국내에서는 챔피언과의 인연이 완전히 멀어지는 듯 하던 차에 그는 다시 한번 일생일대의 기회를 맞이했다. 로드 FC 현 미들급 챔피언 차정환의 오랜 부상으로 로드 FC 043 대회에서 김훈과 잠정 미들급 챔피언십을 갖게 된 것이다. 1라운드부터 강력한 양훅으로 무장한 김훈에게 그로기까지 몰리며 위기에 빠지기도 했지만 끝내 이를 극복하고 그는 자신만의 그레플링 싸움으로 상대를 끌고 가 승리, 로드 FC 미들급 장점 챔피언에 등극했다.

## 종합격투기 전적
| 프로 종합격투기 전적 | 프로 종합격투기 전적 | 프로 종합격투기 전적 | 프로 종합격투기 전적 | 프로 종합격투기 전적 | 프로 종합격투기 전적 | 프로 종합격투기 전적 | 프로 종합격투기 전적 |
| -------------------- | -------------------- | -------------------- | -------------------- | -------------------- | -------------------- | -------------------- | -------------------- |
| 34 시합              | (T)KO                | 항복                 | 판정                 | 실격                 | 그 밖                | 비김                 | 무효                 |
| 20 승                | 8                    | 1                    | 11                   | 0                    | 0                    | 3                    | 0                    |
| 11 패                | 4                    | 2                    | 5                    | 0                    | 0                    | 3                    | 0                    |

| Res. | 전적        | 상대              | 방식                         | 대회                                              | 날짜       | 라운드 | 시간 | 장소     | 비고                      |
| ---- | ----------- | ----------------- | ---------------------------- | ------------------------------------------------- | ---------- | ------ | ---- | -------- | ------------------------- |
| 승   | 22-11-3 (0) | 김훈              | 판정 (3-0)                   | Road FC 043                                       | 2017.10.28 | 3      | 5:00 | 대한민국 | 잠정 미들급 타이틀 결정전 |
| 패   | 21-11-3 (0) | 차정환            | TKO (펀치)                   | Road FC 035                                       | 2016.12.10 | 4      | 2:40 | 대한민국 | 미들급 타이틀 도전        |
| 승   | 21-10-3 (0) | 윤동식            | KO (펀치)                    | Road FC 031                                       | 2016.05.14 | 2      | 2:38 | 대한민국 | 미들급 매치               |
| 승   | 20-10-3 (0) | 나카니시 요시유키 | 판정 (2-0)                   | Deep Cage Impact 2015 in Osaka                    | 2015.10.11 | 3      | 5:00 | 일본     | 미들급 타이틀 도전        |
| 무   | 19-10-3 (0) | 미츠노 다츠야     | 테크니컬 무승부              | Deep Cage Impact 2015                             | 2015.07.20 | 1      | 5:00 | 일본     | 미들급 매치               |
| 승   | 19-10-2 (0) | 야나기 슈리       | KO (니킥)                    | Deep Osaka Impact 2015                            | 2015.04.28 | 1      | 3:26 | 일본     | 미들급 매치               |
| 승   | 18-10-2 (0) | 설보경            | TKO (펀치)                   | Deep Cage Impact 2014 in Osaka                    | 2014.10.19 | 1      | 1:59 | 일본     | 미들급 매치               |
| 승   | 17-10-2 (0) | 다츠미 히데토     | 판정 (만장일치)              | Deep Osaka Impact 2014                            | 2014.02.23 | 3      | 5:00 | 일본     | 미들급 매치               |
| 패   | 16-10-2 (0) | 나카니시 요시유키 | 판정 (1-2)                   | Tribe Tokyo Fight                                 | 2013.10.20 | 3      | 5:00 | 일본     | 미들급 매치               |
| 패   | 16-9-2 (0)  | 나카무라 가즈히로 | 판정 (0-3)                   | Deep 61 Impact                                    | 2013.02.16 | 3      | 5:00 | 일본     | 공석 미들급 타이틀 결정전 |
| 승   | 16-8-2 (0)  | 사카시타 유스케   | 판정 (0-3)                   | Deep Osaka Impact 2012                            | 2012.09.29 | 3      | 5:00 | 일본     | 미들급 매치               |
| 승   | 15-8-2 (0)  | 나가이 겐지       | TKO (펀치)                   | Deep Osaka Impact                                 | 2011.09.04 | 1      | 4:34 | 일본     | 미들급 매치               |
| 무   | 14-8-2 (0)  | 가네하라 히로미츠 | 무승부                       | Deep 49 Impact                                    | 2010.08.27 | 2      | 5:00 | 일본     | 미들급 매치               |
| 승   | 14-8-1 (0)  | 시바타 가츠요리   | 판정 (3-0)                   | Deep Cage Impact 2010 in Osaka                    | 2010.06.06 | 3      | 5:00 | 일본     | 미들급 매치               |
| 패   | 13-8-1 (0)  | 후지 리쿠헤이     | 판정 (0-3)                   | Deep 45 Impact                                    | 2010.01.24 | 2      | 5:00 | 일본     | 미들급 매치               |
| 승   | 13-7-1 (0)  | 아이카와 유야     | TKO (펀치)                   | Deep Osaka Impact                                 | 2009.08.30 | 2      | 1:32 | 일본     | 미들급 매치               |
| 승   | 12-7-1 (0)  | 베르나르 악카     | 판정 (3-0)                   | Deep 42 Impact                                    | 2009.06.30 | 2      | 5:00 | 일본     | 미들급 매치               |
| 무   | 11-7-1 (0)  | 나가이 겐지       | 무승부                       | Fighting Network ZST                              | 2009.01.25 | 2      | 5:00 | 일본     | 미들급 매치               |
| 승   | 11-7-0 (0)  | 사토 다케노리     | 판정 (2-0)                   | Deep 36 Impact                                    | 2008.07.27 | 2      | 5:00 | 일본     | 미들급 매치               |
| 패   | 10-7-0 (0)  | 사쿠라이 류타     | 판정 (0-3)                   | Deep 35 Impact                                    | 2008.05.19 | 2      | 5:00 | 일본     | 미들급 매치               |
| 패   | 10-6-0 (0)  | 마츠이 다이지로   | 판정 (1-2)                   | Deep 34 Impact                                    | 2008.02.22 | 3      | 5:00 | 일본     | 미들급 매치               |
| 승   | 10-5-0 (0)  | 도노오카 마사노리 | TKO (펀치)                   | K-1 Hero's 2007 in Korea                          | 2007.10.28 | 1      | 1:30 | 대한민국 | 미들급 매치               |
| 승   | 9-5-0 (0)   | 오자키 히로키     | 판정 (3-0)                   | K-1 Hero'S Middleweight Tournament Opening Round  | 2007.07.16 | 2      | 5:00 | 일본     | 미들급 매치               |
| 패   | 8-5-0 (0)   | 스티브 브루노     | TKO (펀치)                   | Spirit MC 9: Welterweight Grand Prix Opening      | 2006.10.08 | 3      | 3:19 | 대한민국 | 미들급 매치               |
| 승   | 8-4-0 (0)   | 마이크 아이나     | 판정 (3-0)                   | Spirit MC 8: Only One                             | 2006.04.22 | 3      | 5:00 | 대한민국 | 미들급 매치               |
| 패   | 7-4-0 (0)   | 임재석            | KO (펀치)                    | Spirit MC 7: Middleweight Grand Prix Final        | 2005.10.29 | 2      | 1:31 | 대한민국 | 미들급 토너먼트 결승전    |
| 승   | 7-3-0 (0)   | 이재선            | 판정                         | Spirit MC 7: Middleweight Grand Prix Semifinal    | 2005.10.29 | 2      | 5:00 | 대한민국 | 미들급 토너먼트 4강전     |
| 승   | 6-3-0 (0)   | 김정태            | 서브미션 (리어네이키드 초크) | Spirit MC 6: Middleweight Grand Prix Quarterfinal | 2005.07.02 | 1      | 4:52 | 대한민국 | 미들급 토너먼트 8강전     |
| 패   | 5-3-0 (0)   | 김형광            | 서브미션 (암바)              | Spirit MC 4: Revolution                           | 2004.06.12 | 1      | 2:34 | 대한민국 | 미들급 매치               |
| 승   | 5-2-0 (0)   | 문종혁            | 판정                         | Spirit MC 3: I Will Be Back!                      | 2004.04.10 | 3      | 5:00 | 대한민국 | 미들급 매치               |
| 패   | 4-2-0 (0)   | 하마무라 겐       | 서브미션 (기무라)            | RZ - Red Zone 7                                   | 2004.03.07 | 1      | 1:25 | 일본     | 미들급 매치               |
| 승   | 2-1-0 (0)   | 오노 도시히코     | TKO (펀치)                   | Deep 11th Impact                                  | 2003.07.13 | 1      | 4:46 | 일본     | 미들급 매치               |
| 승   | 1-1-0 (0)   | 이가라시 유키     | TKO                          | TFC - Titan Fighting Championship 2               | 2000.09.29 | 1      | 0:33 | 일본     | 미들급 매치               |
| 패   | 0-1-0 (0)   | 료 세이키         | TKO (펀치)                   | TFC - Titan Fighting Championship 1               | 2000.09.29 | 1      | 0:58 | 일본     | 미들급 매치               |

| 아마추어 종합격투기 전적 | 아마추어 종합격투기 전적 | 아마추어 종합격투기 전적 | 아마추어 종합격투기 전적 | 아마추어 종합격투기 전적 | 아마추어 종합격투기 전적 | 아마추어 종합격투기 전적 | 아마추어 종합격투기 전적 |
| ------------------------ | ------------------------ | ------------------------ | ------------------------ | ------------------------ | ------------------------ | ------------------------ | ------------------------ |
| 3 시합                   | (T)KO                    | 항복                     | 판정                     | 실격                     | 그 밖                    | 비김                     | 무효                     |
| 3 승                     | 0                        | 1                        | 2                        | 0                        | 0                        | 0                        | 0                        |
| 0 패                     | 0                        | 0                        | 0                        | 0                        | 0                        | 0                        | 0                        |

| Res. | 전적      | 상대          | 방식            | 대회                    | 날짜       | 라운드 | 시간 | 장소     | 비고                   |
| ---- | --------- | ------------- | --------------- | ----------------------- | ---------- | ------ | ---- | -------- | ---------------------- |
| 승   | 3-0-0 (0) | 김중현        | 서브미션 (암록) | Spirit MC Interleague 1 | 2004.02.07 | 2      | 4:13 | 대한민국 | 미들급 토너먼트 결승전 |
| 승   | 2-0-0 (0) | 기무라 히토요 | 판정 (3-0)      | Spirit MC Interleague 1 | 2004.02.07 | 2      | 5:00 | 대한민국 | 미들급 토너먼트 4강전  |
| 승   | 1-0-0 (0) | 김동현        | 판정 (3-0)      | Spirit MC Interleague 1 | 2004.02.07 | 2      | 5:00 | 대한민국 | 미들급 토너먼트 8강전  |

## 같이 보기
- 현 로드 FC 선수 목록
- 로드 FC 선수 목록
- 로드 FC 기록 목록